# Хат Крик (Калифорнија)
Хат Крик (енгл. Hat Creek) насељено је место без административног статуса у америчкој савезној држави Калифорнија.

## Демографија
По попису из 2010. године број становника је 309.
| Група             | 2000.    | 2010.       |
| Белци             | 0 (0,0%) | 230 (74,4%) |
| Афроамериканци    | 0 (0,0%) | 4 (1,3%)    |
| Азијати           | 0 (0,0%) | 2 (0,6%)    |
| Хиспаноамериканци | 0 (0,0%) | 20 (6,5%)   |
| Укупно            | 0        | 309         |